# Торакальна хірургія
Кардіоторакальна хірургія — це галузь медицини, яка займається хірургічними втручаннями щодо органів всередині грудної порожнини — зазвичай лікування захворювань серця, та інших структур плеври або середостіння.
У більшості країн кардіоторакальна хірургія додатково підрозділяється на кардіохірургію (за участю серця та великих судин) і торакальну хірургію (за участю легень, стравоходу, тимуса тощо); винятком є Сполучені Штати, Австралія, Нова Зеландія, Велика Британія, Індія та деякі країни Європейського Союзу, такі як Португалія.
В Україні, у напрямок торакальної хірургії входять всі оперативні втручання щодо органів грудної клітки, крім серця та аорти. У деяких джерелах, вживаються терміни "грудна хірургія" і "серцево-судинна хірургія", що є відповідниками до торакальної хірургії та кардіохірургії, поєднаної з лікуванням захворювань вен та артерій, не обмеженими грудною кліткою.
Кардіоторакальні хірургічні відділення особливо тісно співпрацюють з деякими іншими спеціальностями: кардіологічними та пульмонологічними відділеннями терапевтичного профілю, а також відділеннями анестезіології та інтенсивної терапії різноманітних спеціальностей.